# José Guilherme Baldocchi
José Guilherme Baldocchi (* 14. březen 1946, Batatais) je bývalý brazilský fotbalista. Nastupoval především na postu obránce.
S brazilskou fotbalovou reprezentací vyhrál mistrovství světa roku 1970, byť na závěrečném turnaji nenastoupil. Brazílii reprezentoval v jednom zápase.
S Palmeiras se stal dvakrát mistrem Brazílie (1967, 1969). Roku 1967 s ním získal i brazilský pohár (Taça Brasil). Celou kariéru strávil v brazilských soutěžích, na nejvyšší úrovni hrál také za Botafogo, Corinthians a Fortalezu.